# Team America (voetbalclub)
Team America is een voormalige Amerikaanse voetbalclub uit Washington D.C.. De club werd opgericht in 1983 en opgeheven in 1983. Het thuisstadion van de club was het RFK Stadium dat plaats biedt aan 56.692 toeschouwers. Ze speelden één seizoen in de North American Soccer League. Daarin werd geen aansprekende resultaten behaald.